# Torii Kiyonobu I
Torii Kiyonobu I (鳥居 清信, c. 1664 - 22 de agosto de 1729) foi um pintor e gravurista japonês no estilo ukiyo-e, renomado pelo seu trabalho com letreiros para Kabuki e materiais relacionados. Junto de seu pai Torii Kiyomoto, é considerado fundador da escola Torii de pintura.

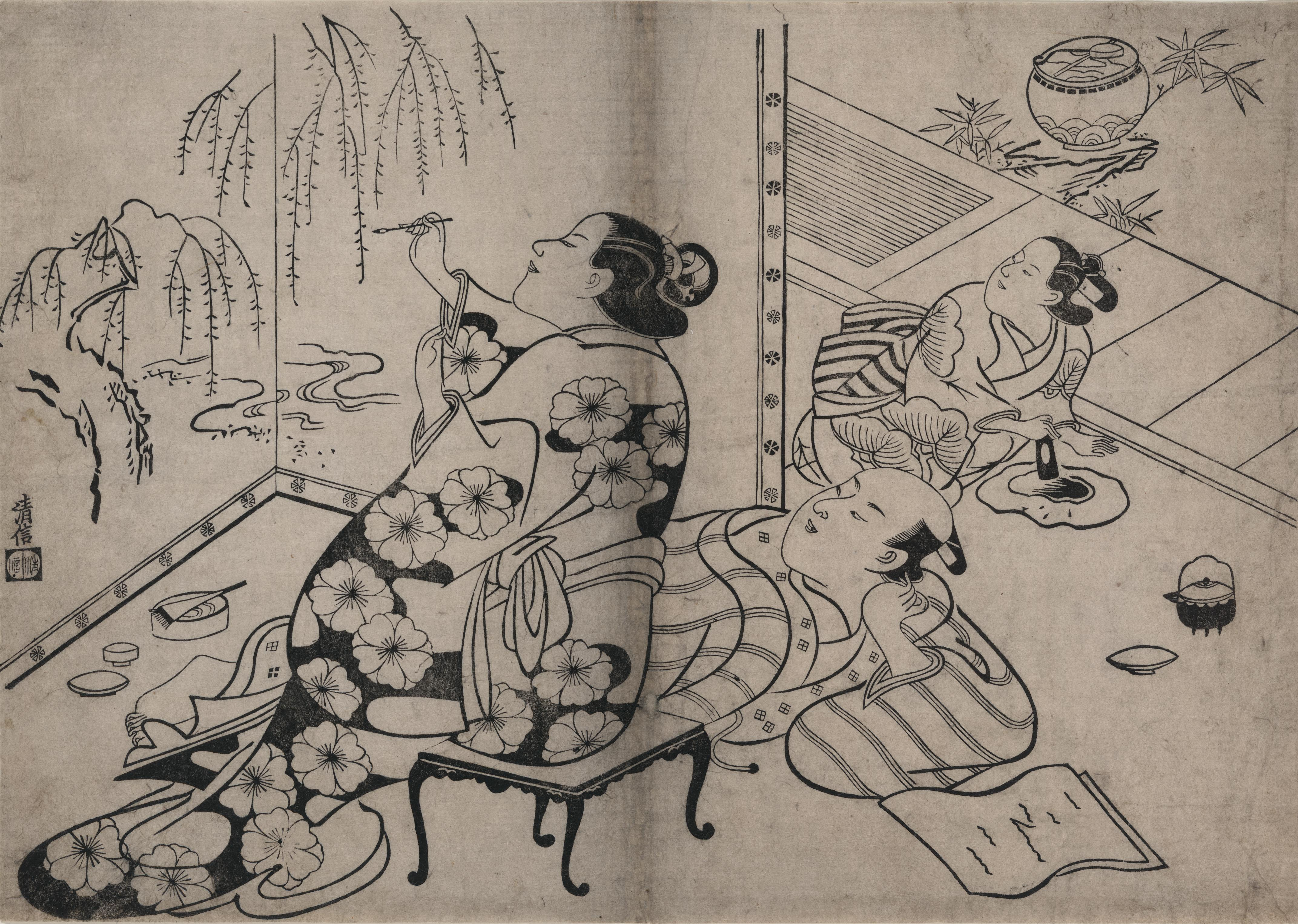
"Cortesã pintando uma tela", xilogravura do século 18 por Kiyonobu.

Conhecido na infância como Shōbei, o jovem Kiyonobu era o segundo filho do  pintor e ator kabuki estabelecido em Osaka Torii Kiyomoto. Mudou-se, com seu pai, para Edo quando tinha 24 anos, e emergiu lá como um artista renomado com um estilo único unique. A obra de Kiyonobu é considerada muito influenciada pela de  Hishikawa Moronobu, o pai do ukiyo-e; Kiyonobu também teria sido bem versado, como a maioria dos artistas de seu tempo, nos estilos Kanō e da Escola Tosa.